# Eva Mendes
Eva Mendes (* 5. března 1974 Miami, Florida) je americká bývalá herečka.

## Počátky
Narodila se ve floridském Miami do kubánsko-americké rodiny. Po rozvodu rodičů se však odstěhovala s matkou do Los Angeles, kde vyrůstala. Její otec je prodavačem automobilů, matka působí ve funkci ředitelky školy. Studovala Hoover High School v Glendale a později California State University v Northridge obor marketing, ale poté se dala na herectví. Studovala pod Ivanou Chubbuck, pod kterou se herectví učili například i Brad Pitt, Charlize Theron nebo Halle Berryová.

## Kariéra
Její kariéra začínala, jako už u většiny herců, pozvolna. Účinkovala v hudebních videoklipech Willa Smithe či skupiny Pet Shop Boys a byla vybírána k menším filmovým rolím či k telenovelám. Filmovou premiéru si odbyla v roce 1998 ve filmech Fields of Terror nebo Noc v Roxbury.
Vzestup zažila v roce 2001 díky filmu oceněném Oscarem, Training Day, s Denzelem Washingtonem, Ethanem Hawkem a Snoop Doggem v hlavních rolích. Pak už přicházely jen velké a mnohdy i úspěšné role. K těm patří účinkování ve filmech Rychle a zběsile 2, Hitch, Tenkrát v Mexiku nebo Ghost Rider. ve snímku Noc patří nám, kde se objevila po boku Marka Wahlberga, Joaquina Phoenixe a Roberta Duvalla.

## Osobní život
Od roku 2002 udržovala partnerský vztah s filmařem Georgem Augustem. Od roku 2011 žije s Ryanem Goslingem, se kterým má dvě děti.